# Cimoch Wostrykau
Cimoch (Michaś) Akimawicz Wostrykau, biał. Цімох (Міхась) Акімавіч Вострыкаў (ur. 28 sierpnia 1922 r. we wsi Barszczouka, zm. 13 listopada 2007 r. w Homlu) – białoruski działacz i pisarz niepodległościowy, oficjalny przedstawiciel Rady Białoruskiej Republiki Ludowej na Białoruś w okresie powojennym.
W 1939 r. jego ojciec został aresztowany i skazany na karę 3 lat więzienia za odmowę wstąpienia do kołchozu. W 1940 r. C. Wostrykau ukończył 2-miesięczne kursy nauczycielskie. Na początku 1941 r. został zmobilizowany do Armii Czerwonej. Krótko po ataku wojsk niemieckich na ZSRR 22 czerwca tego roku, jego oddział został okrążony, a on sam trafił do niewoli niemieckiej. Przebywał w obozie jenieckim w Homlu. W 1942 r. wyjechał do Niemiec jako Ostarbeiter. Po powrocie do Homla mieszkał u rodziny, po czym w 1943 r. ponownie został wysłany do Rzeszy. Po zakończeniu wojny przebywał w amerykańskiej strefie okupacyjnej. Zmienił w dokumentach imię Cimoch na Michaś, a miejsce urodzenia na Zachodnią Białoruś, aby uniknąć wydania Sowietom. W latach 1946–1948 uczył się w gimnazjum białoruskim im. Janki Kupały we wsi Michelsdorf. Jednocześnie współuczestniczył w wydawaniu pisma "Napierad". W 1950 r. dzięki pomocy Barysa Rahuli rozpoczął studia na uniwersytecie w Leuven. Jednakże rok potem został zwerbowany przez amerykańskie służby specjalne. Po przeszkoleniu w bazie wojskowej w Badverishofen pod Monachium wraz z 3 innymi Białorusinami został w nocy z 26 na 27 sierpnia 1952 r. samolotem przerzucony do Białorusi. Występował w roli oficjalnego przedstawiciela emigracyjnej Rady Białoruskiej Republiki Ludowej. Już 5 września tego roku został aresztowany przez sowieckie służby specjalne, gdyż w grupie desantowej znajdował się zdrajca. Do 1955 r. przebywał w areszcie śledczym w Mińsku. Następnie skazano go na karę 23 lat pobytu w łagrach. W 1975 r. wyszedł na wolność. Powrócił do Homla. Był autorem rękopisu publikacji historycznej o Wielkim Księstwie Litewskim, którą przesłał do Instytutu Historii Akademii Nauk Białoruskiej Socjalistycznej Republiki Radzieckiej. Od początku lat 90. aktywnie uczestniczył w życiu społeczno-kulturalnym w niepodległej Białorusi. Występował z odczytami i wykładami na tematy historyczne. Napisał wspomnienia.